# シンフォニエッタ (モーラン)
シンフォニエッタ（Sinfonietta）は、イギリスの作曲家、アーネスト・ジョン・モーランが作曲した管弦楽曲である。

## 作曲の経緯
本来は2番目の交響曲として着想されたものであった。ただし、未完に終わった交響曲第2番とは別のものである。BBCの音楽監督に就任したアーサー・ブリスからの委嘱を受け、1940年にBBCのために書き始めたものだった。作曲中に当初の方針を変更し、1944年に小規模な管弦楽曲として完成した。

## 初演
1945年3月7日、BBCのラジオ放送において初演された。演奏はジョン・バルビローリ指揮、BBC交響楽団による。

## 作品の内容
三つの楽章から成り立っており、第2楽章は変奏曲である。交響曲における苛烈さは影を潜め、やや古典的な作風である。第3楽章では従来の作風に近い響きとなり、交響曲と同様打楽器が効果的に用いられる。

### 第1楽章 Allegro con brio
ハ長調。和音打撃とともに弦楽器に細かく動き回る快活な主題が現れる。木管のゆったりした旋律が応じ、弦と木管が歌いかわす。ややテンポを速めて舞曲調になるが、薄い響きの中に収束し、ホルン・ソロとなる。突如冒頭の主題が再び現れる。木管の旋律も再現され、冒頭主題のリズムを使って盛り上げてゆき、頂点で曲を閉じる。演奏時間約6分。

### 第2楽章 Tema con variazioni
ト長調。主題と六つの変奏曲からなる。
- 主題 弦楽器主体のゆったりとした旋律である。木管が寂しげにからむ。
- 第1変奏 木管主体であり、薄暗い響きである。細やかな動きの伴奏。
- 第2変奏 ティンパニの打撃にホルンがシンコペーションで応じ、弦楽器の細かい音形を導き出し、トランペットが歌う。
- 第3変奏 弦のピッツィカートの伴奏で木管が静かに歌う。
- 第4変奏 弦と木管の対話。暗く美しい。
- 第5変奏 フルート・ソロに弦楽器が寄り添う。
- 第6変奏 ファゴットやフルートが弦楽器のどっしりした伴奏で歌うが、やがて弦楽器主体となり、盛り上がる。しかし再び静かになり、消えてゆく。演奏時間約10分。

### 第3楽章 Allegro risoluto
ハ長調。全合奏で開始される。シンコペーションが特徴的な旋律である。木管から金管へ受け渡され、弦が確保すると金管に賛歌風の旋律が現れる。弦楽器が細やかな音形で伴奏する。ピッツィカートで冒頭主題を出すと、新たなやや暗い旋律を出す。木管と弦主体で進んでゆくが、途中に金管も挟まれる。舞曲風に展開され、冒頭主題が再現される。最後は全合奏で主題を奏し、弦楽器の先導で不協和音を幾度か全合奏でぶつけ、ついにハ長調主和音上に終結する。演奏時間約6分。

## 録音
下記のものが比較的容易に入手できる。
- デイヴィッド・ロイド＝ジョーンズ指揮、ボーンマス交響楽団。（交響曲とのカップリング）（Naxos 8.555837)